# 普盧格 (博布羅維齊亞區)
50°41′43″N 31°30′47″E / 50.69528°N 31.51306°E
普盧格（烏克蘭語：Плуг），是烏克蘭北部的村莊，隸屬切爾尼希夫州的尼任區。該村始建1850年，面積0.49平方公里，海拔高度140米，2006年人口7，人口密度每平方公里14.1人。